# Aliquota contributiva pensionistica effettiva
L'aliquota contributiva pensionistica effettiva, detta anche aliquota contributiva effettiva calcolata anno per anno, nei sistemi pensionistici senza patrimonio di previdenza è l'aliquota contributiva pensionistica di finanziamento media che viene applicata al monte dei redditi.
Si determina dividendo l'importo complessivo dei contributi obbligatori per le assicurazioni obbligatorie riscossi dall'ente previdenziale per il monte dei redditi.

### Leggi
- Legge 8 agosto 1995, n. 335, in materia di "Riforma del sistema pensionistico obbligatorio e complementare."

### News
- Laura Cavestri, Fornero: le Casse non hanno sostenibilità a 50 anni, in Il sole 24 ore. URL consultato il 29 marzo 2013.
- Pensioni: Fornero, non pensabile siano più lunghe della vita lavorativa, in ASCA. URL consultato il 3 aprile 2013 (archiviato dall'url originale il 25 ottobre 2013).
- Se il Pil crolla le pensioni calano a picco, in La Repubblica. URL consultato il 12 aprile 2013.

### Web
- Inarcassa Relazione della Corte dei Conti Esercizio 2012, su corteconti.it. URL consultato il 5 ottobre 2014 (archiviato dall'url originale il 4 maggio 2014).
- Relazione della Corte dei Conti Esercizio 2011 (PDF), su corteconti.it. URL consultato il 5 ottobre 2014 (archiviato dall'url originale il 6 ottobre 2014).
- Sistemi finanziari di gestione dei fondi previdenziali e metodi di calcolo delle prestazioni, su docs.google.com. URL consultato il 20 marzo 2013.
- Relazione della Corte dei Conti Esercizio 2010, su docs.google.com.
- Relazione della Corte dei Conti Esercizio 2009, su docs.google.com.
- Relazione della Corte dei Conti 2006-2008, su docs.google.com.
- Relazione della Corte dei Conti 2006-2008 Errata corrige, su docs.google.com.
- Bilanci tecnici attuariali:  2011, su docs.google.com. URL consultato il 12 aprile 2014.,  2009, su docs.google.com. URL consultato il 20 marzo 2013.,  2006, su docs.google.com. URL consultato il 20 marzo 2013.
- EVOLUZIONE DELLA LEGISLAZIONE PENSIONISTICA DI BASE, su lavoro.gov.it. URL consultato il 12 novembre 2020 (archiviato dall'url originale il 30 aprile 2013).
- Carlo A. Bollino, Elementi di economia politica, 4ª ed., Morlacchi Editore, 2008, ISBN 88-89422-38-6.